# Мэнкен, Джон
Джон Э. Мэнкен (англ. John E. Mahnken; 16 июня 1922, Уэст-Нью-Йорк, штат Нью-Джерси, США — 14 декабря 2000, Кембридж, штат Массачусетс, США) — американский профессиональный баскетболист. Чемпион НБЛ в сезоне 1945/1946 годов.

## Ранние годы
Джон Мэнкен родился 16 июня 1922 года в городе Уэст-Нью-Йорк (штат Нью-Джерси), учился там же в Мемориальной средней школе, в которой играл за местную баскетбольную команду.

## Студенческая карьера
В 1943 году закончил Джорджтаунский университет, где в течение одного года играл за баскетбольную команду «Джорджтаун Хойяс», в которой провёл успешную карьеру под руководством тренера, члена Зала славы баскетбола, Элмера Рипли, став в сезоне 1942/1943 годов её лучшим бомбардиром, набирая в среднем за игру по 16 очков. При Мэнкене «Хойяс» ни разу не выигрывали ни регулярный чемпионат, ни турнир конференции Independent, однако один раз выходили в плей-офф студенческого чемпионата США (1943).
На протяжении своей короткой студенческой карьеры Джон Мэнкен был лидером «Хойяс», после завершения которой был введён в спортивный зал славы Джорджтаунского университета (1958 год), но, будучи в 1943 году в числе соискателей награды, он так и не был включён во всеамериканскую сборную NCAA.
В 1943 году «Джорджтаун Хойяс» стали вице-чемпионами Национальной ассоциации студенческого спорта (NCAA). 24 марта они вышли в финал четырёх турнира NCAA (англ. Final Four), где сначала в полуфинальном матче, 25 марта, в упорной борьбе обыграли команду Джорджа Майкена «Де Поль Блю Демонс» со счётом 53—49, в котором Мэнкен стал лучшим игроком матча, набрав 17 очков, а затем в финальной игре, 30 марта, проиграли команде Кенни Сэйлорса и Майло Коменича «Вайоминг Ковбойз» со счётом 34—46, в которой Джон стал вторым по результативности игроком своей команды, набрав 6 очков.

## Профессиональная карьера
Играл на позиции центрового. В 1944 году Джон Мэнкен заключил договор с командой «Дейтон Дайв Бомберс». Позже выступал за команды «Рочестер Роялз» (НБЛ), «Вашингтон Кэпитолс» (БАА), «Балтимор Буллетс» (БАА) и «Индианаполис Джетс» (БАА), «Форт-Уэйн Пистонс» (БАА и НБА), «Три-Ситис Блэкхокс» (НБА), «Бостон Селтикс» (НБА) и «Индианаполис Олимпианс» (НБА). Всего в НБА провёл 4 сезона, в БАА — 3 сезона, а в НБЛ — 1 сезон. В сезоне 1945/1946 годов Мэнкен, будучи одноклубником Рэда Хольцмана, Боба Дэвиса, Джорджа Гламака, Эла Керви и Отто Грэма выиграл чемпионский титул в составе «Рочестер Роялз». Всего за карьеру в НБЛ Джон сыграл 16 игр, в которых набрал 123 очка (в среднем 7,7 за игру). Всего за карьеру в БАА/НБА Мэнкен сыграл 414 игр, в которых набрал 2388 очков (в среднем 5,8 за игру), сделал 533 подбора и 539 передач. Помимо этого Джон Мэнкен в составе «Роялз» один раз участвовал во Всемирном профессиональном баскетбольном турнире, но без особого успеха.
Джон Мэнкен очень часто менял клубы, будучи постоянным объектом торговли на трансферном рынке. 5 мая 1948 года Мэнкен был обменян командой «Вашингтон Кэпитолс» в клуб «Балтимор Буллетс» на Клегги Хермсена. 19 ноября 1948 года Джон был обменян в клуб «Индианаполис Джетс» на Фредди Льюиса и Хэла Тидрика. 19 декабря 1948 года Мэнкен вместе с Брюсом Хейлом был обменян в «Форт-Уэйн Пистонс» на Ральфа Хэмилтона, Уолта Кёрка и Блэки Тауэри. 9 ноября 1949 года Джон был обменян в команду «Три-Ситис Блэкхокс» на Джека Керриса. 29 января 1950 года Мэнкен был обменян в клуб «Бостон Селтикс» на Джина Инглунда.

## Смерть
После окончания университета, во время Второй мировой войны, в течение двух лет служил в армии (1943—1944). Джон Мэнкен скончался в четверг, 14 декабря 2000 года, на 79-м году жизни в городе Кембридж (штат Массачусетс).

## Статистика

### Статистика в НБА
| Сезон                                                                                    | Команда                | Регулярный сезон | Регулярный сезон | Регулярный сезон | Регулярный сезон | Регулярный сезон | Регулярный сезон | Регулярный сезон | Регулярный сезон | Регулярный сезон | Регулярный сезон | Регулярный сезон | Серия плей-офф | Серия плей-офф | Серия плей-офф | Серия плей-офф | Серия плей-офф | Серия плей-офф | Серия плей-офф | Серия плей-офф | Серия плей-офф | Серия плей-офф | Серия плей-офф |
| Сезон                                                                                    | Команда                | GP               | GS               | MPG              | FG%              | 3P%              | FT%              | RPG              | APG              | SPG              | BPG              | PPG              | GP             | GS             | MPG            | FG%            | 3P%            | FT%            | RPG            | APG            | SPG            | BPG            | PPG            |
| ---------------------------------------------------------------------------------------- | ---------------------- | ---------------- | ---------------- | ---------------- | ---------------- | ---------------- | ---------------- | ---------------- | ---------------- | ---------------- | ---------------- | ---------------- | -------------- | -------------- | -------------- | -------------- | -------------- | -------------- | -------------- | -------------- | -------------- | -------------- | -------------- |
| 1946/47                                                                                  | Вашингтон Кэпитолс     | 60               |                  |                  | 25,5             |                  | 68,1             |                  | 1,0              |                  |                  | 9,3              | 6              |                |                | 24,0           |                | 84,2           |                | 0,2            |                |                | 10,3           |
| 1947/48                                                                                  | Вашингтон Кэпитолс     | 48               |                  |                  | 24,9             |                  | 61,4             |                  | 0,6              |                  |                  | 6,6              | Не участвовал  | Не участвовал  | Не участвовал  | Не участвовал  | Не участвовал  | Не участвовал  | Не участвовал  | Не участвовал  | Не участвовал  | Не участвовал  | Не участвовал  |
| 1948/49                                                                                  | Балтимор               | 7                |                  |                  | 26,3             |                  | 61,1             |                  | 1,3              |                  |                  | 7,6              | Не участвовал  | Не участвовал  | Не участвовал  | Не участвовал  | Не участвовал  | Не участвовал  | Не участвовал  | Не участвовал  | Не участвовал  | Не участвовал  | Не участвовал  |
| 1948/49                                                                                  | Индианаполис Джетс     | 13               |                  |                  | 24,6             |                  | 46,7             |                  | 2,6              |                  |                  | 10,0             | Не участвовал  | Не участвовал  | Не участвовал  | Не участвовал  | Не участвовал  | Не участвовал  | Не участвовал  | Не участвовал  | Не участвовал  | Не участвовал  | Не участвовал  |
| 1948/49                                                                                  | Форт-Уэйн              | 37               |                  |                  | 26,5             |                  | 66,4             |                  | 2,2              |                  |                  | 9,5              | Не участвовал  | Не участвовал  | Не участвовал  | Не участвовал  | Не участвовал  | Не участвовал  | Не участвовал  | Не участвовал  | Не участвовал  | Не участвовал  | Не участвовал  |
| 1949/50                                                                                  | Форт-Уэйн              | 2                |                  |                  | 37,5             |                  | 33,3             |                  | 1,0              |                  |                  | 3,5              | Не участвовал  | Не участвовал  | Не участвовал  | Не участвовал  | Не участвовал  | Не участвовал  | Не участвовал  | Не участвовал  | Не участвовал  | Не участвовал  | Не участвовал  |
| 1949/50                                                                                  | Три-Ситис              | 36               |                  |                  | 26,6             |                  | 69,7             |                  | 1,8              |                  |                  | 6,2              | Не участвовал  | Не участвовал  | Не участвовал  | Не участвовал  | Не участвовал  | Не участвовал  | Не участвовал  | Не участвовал  | Не участвовал  | Не участвовал  | Не участвовал  |
| 1949/50                                                                                  | Бостон                 | 24               |                  |                  | 26,2             |                  | 63,9             |                  | 1,8              |                  |                  | 4,6              | Не участвовал  | Не участвовал  | Не участвовал  | Не участвовал  | Не участвовал  | Не участвовал  | Не участвовал  | Не участвовал  | Не участвовал  | Не участвовал  | Не участвовал  |
| 1950/51                                                                                  | Бостон                 | 46               |                  |                  | 34,2             |                  | 64,8             | 4,0              | 1,5              |                  |                  | 5,2              | Не участвовал  | Не участвовал  | Не участвовал  | Не участвовал  | Не участвовал  | Не участвовал  | Не участвовал  | Не участвовал  | Не участвовал  | Не участвовал  | Не участвовал  |
| 1950/51                                                                                  | Индианаполис Олимпианс | 12               |                  |                  | 17,0             |                  | 62,5             | 2,9              | 0,8              |                  |                  | 2,3              | 3              |                |                | 13,3           |                | -              | 3,7            | 3,0            |                |                | 1,3            |
| 1951/52                                                                                  | Бостон                 | 60               |                  | 9,7              | 34,4             |                  | 60,5             | 2,2              | 1,1              |                  |                  | 3,0              | 3              |                | 16,7           | 28,6           |                | 50,0           | 3,3            | 1,0            |                |                | 2,3            |
| 1952/53                                                                                  | Бостон                 | 69               |                  | 11,2             | 30,2             |                  | 69,6             | 2,6              | 1,1              |                  |                  | 2,8              | 6              |                | 12,0           | 0,0            |                | 100,0          | 3,2            | 1,0            |                |                | 0,8            |
|                                                                                          | Всего                  | 414              |                  | 10,5             | 27,2             |                  | 65,0             | 2,9              | 1,3              |                  |                  | 5,8              | 18             |                | 13,6           | 21,1           |                | 80,0           | 3,3            | 1,1            |                |                | 4,3            |
| Наведите курсор мыши на аббревиатуры в заголовке таблицы, чтобы прочесть их расшифровку. |                        |                  |                  |                  |                  |                  |                  |                  |                  |                  |                  |                  |                |                |                |                |                |                |                |                |                |                |                |